# 美加邊界

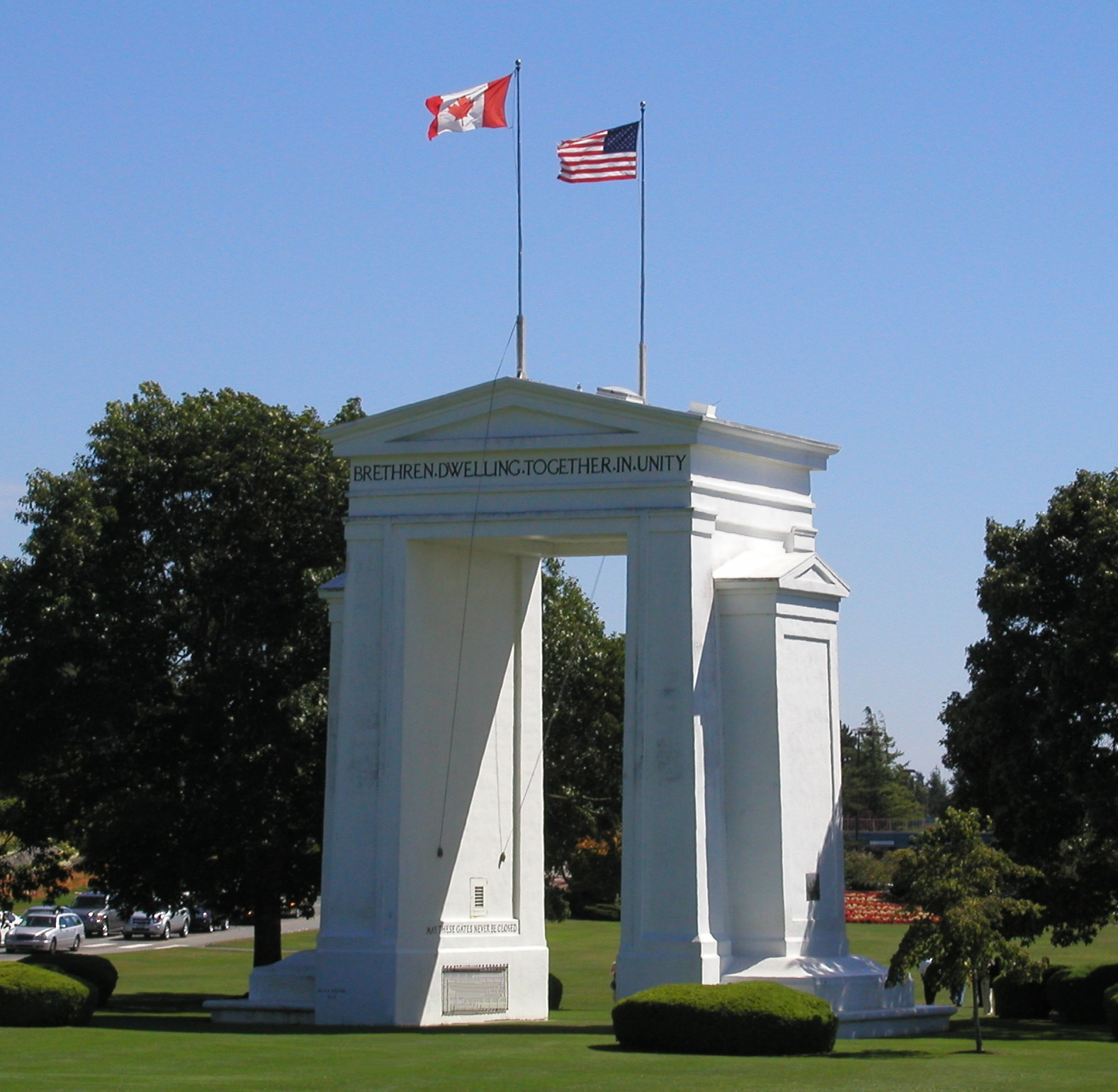
位於華盛頓州布莱恩與卑詩省素里市之間邊界上的和平拱門

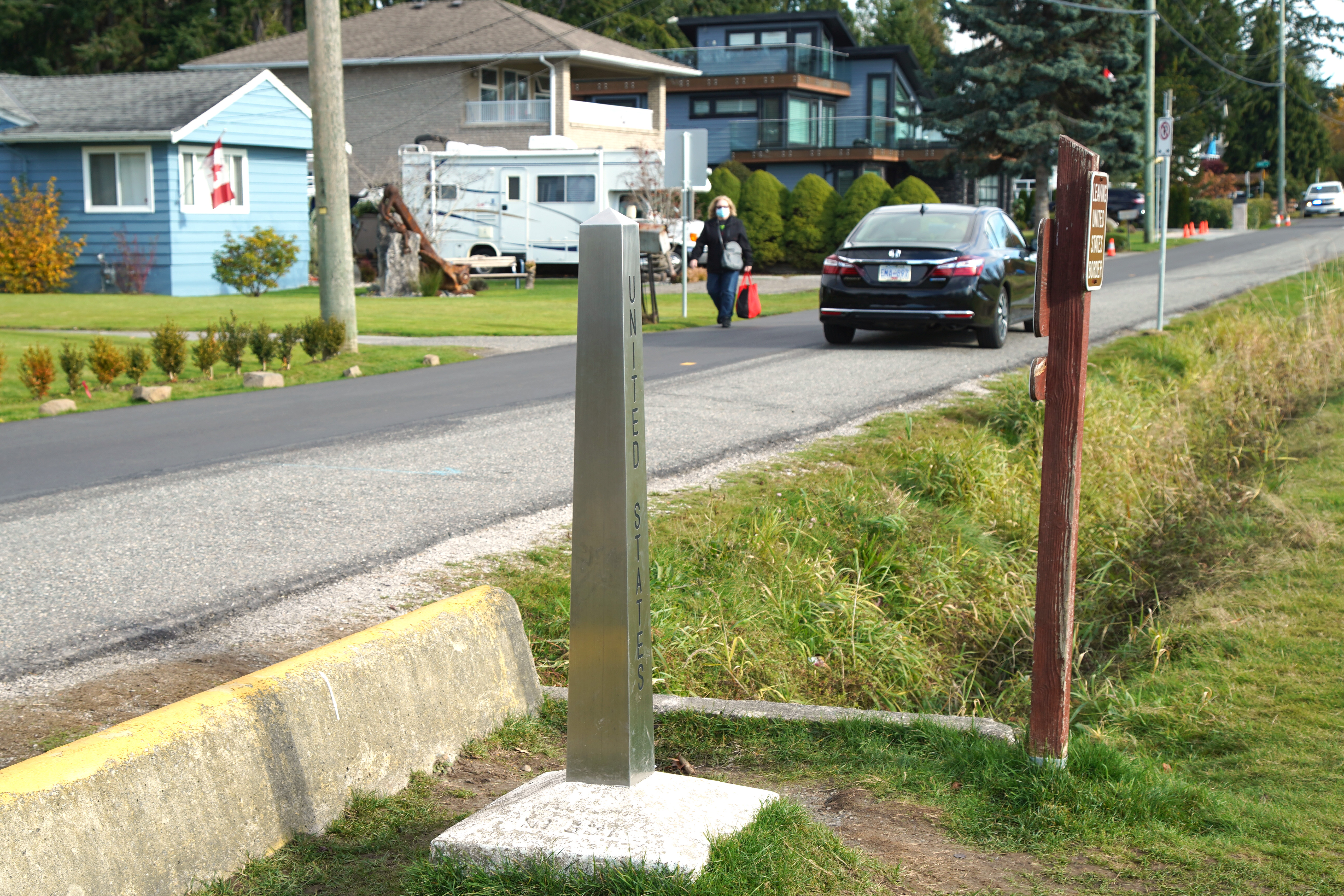
美加边界界碑（美國、加拿大分居左右）

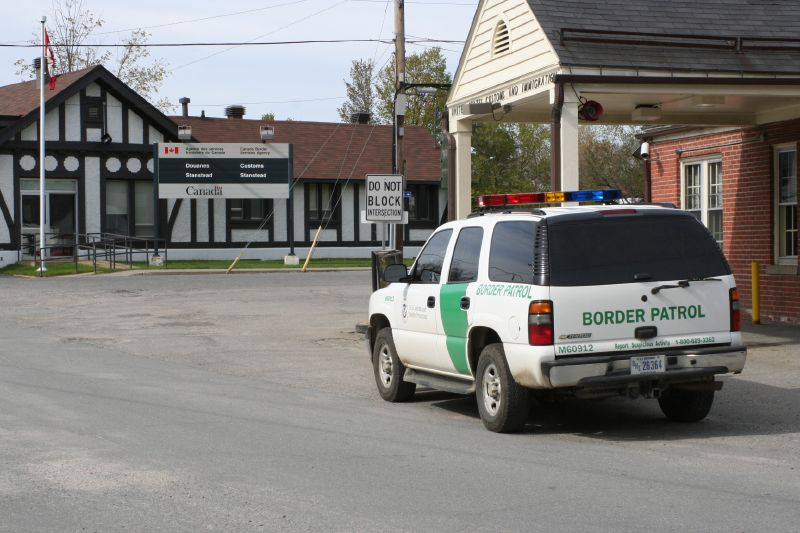
加拿大邊境巡邏隊的一輛巡邏車

美加邊界（英語：Canada–United States border），是美國與加拿大之間的邊界，其官方名稱為國際界線。陸路邊界（包括小部分位于大西洋、太平洋、北冰洋近岸，以及五大湖区的边界 ）長8,891公里，當中2,477公里是加拿大和阿拉斯加州之間的邊界，是世界上最长的不驻防边界。北美洲的人口伴隨著文化衝突的增加，使美国政府于2011年督促加拿大政府收紧移民政策，并签署泛加美安全协议，该协定将增设加拿大境内的美国预检查机构，但是美方对于无法在加拿大境内逮捕犯罪嫌疑犯感到增设检查的困难。 该协议的内容还包括共享两国空中及海上旅客进入北美大陆的資訊。加拿大任何飞越美国领空的航班，途径美国领海的轮渡（即使并不在美国降落或者停靠），都需要向美国国土安全部提供乘客的資訊。加美两地将统一使用非美加两国公民访问者的指纹或虹膜等生物数据来记录出入境乘客。

## 历史

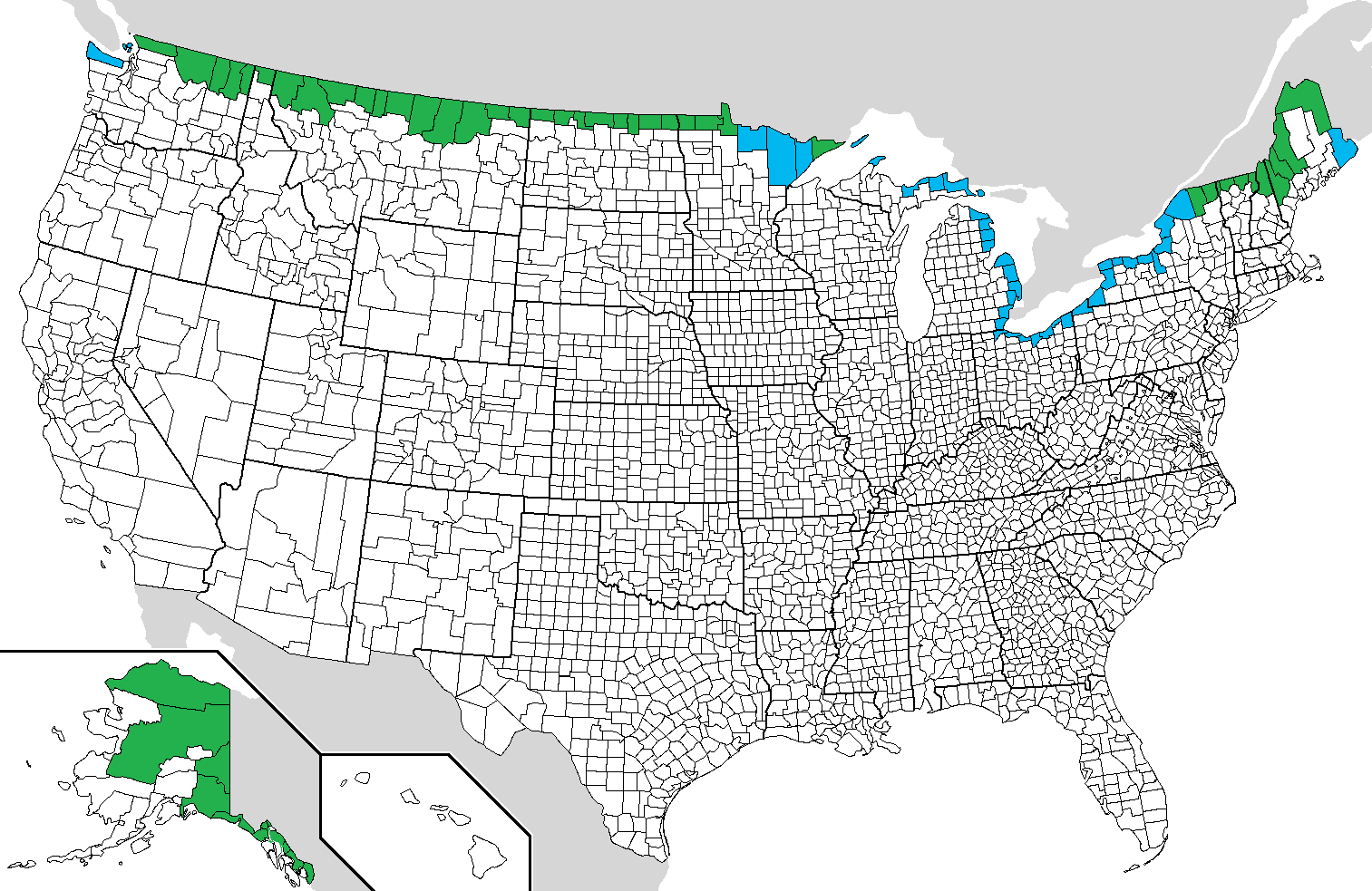
与加拿大有陆路或水路交界的美国二級行政區

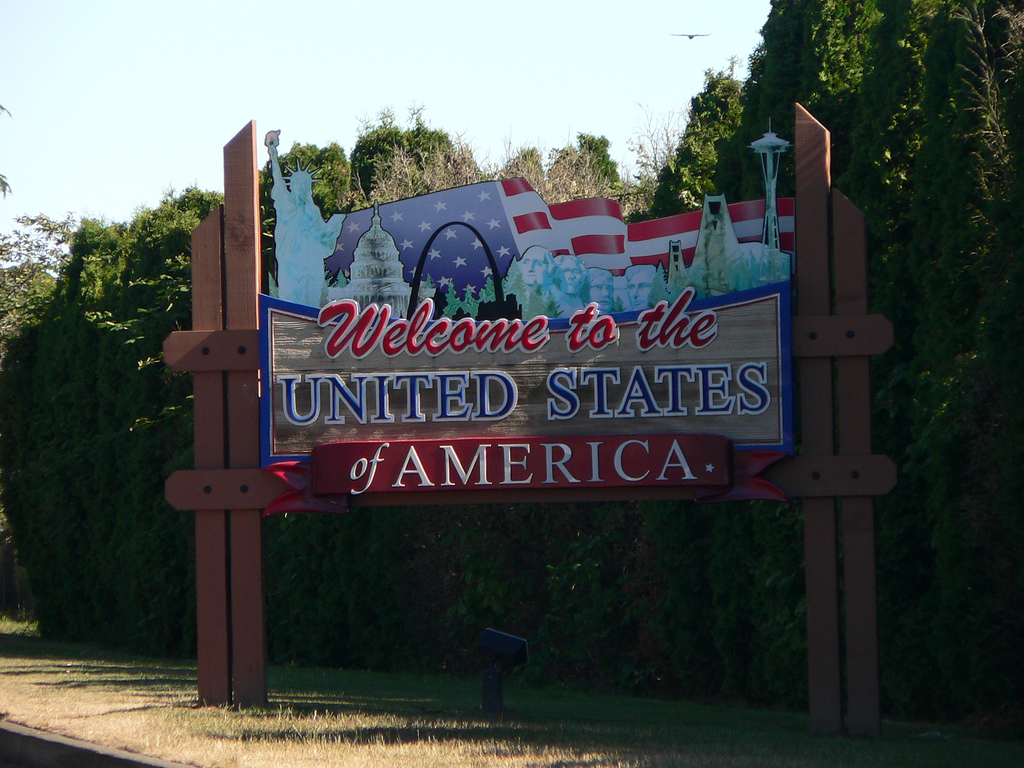
欢迎驾驶者们入境美国的标牌

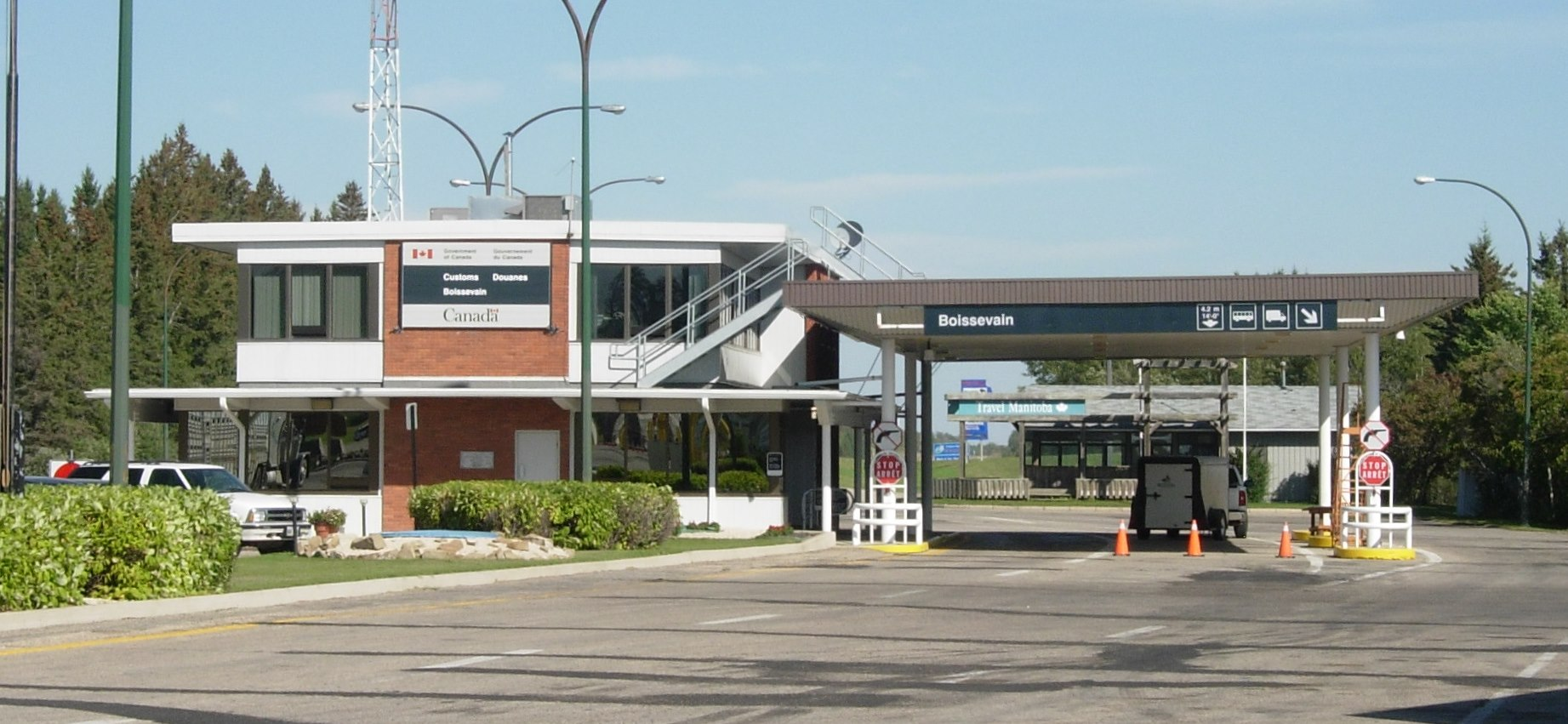
布瓦瑟萬邊境口岸

今天的美加边界，源于签署于1783年，旨在结束美國独立战争的《巴黎条约》。之后根据1794年签署的《杰伊条约》（Jay Treaty），创建了一个国际边界委员会（International Boundary Commission），专门负责测绘勘定美國和英屬北美的边界。隨著英属北美和美国向西部扩张，兩者的界線也根据美英达成的《1818年条约》（Treaty of 1818）沿著北纬49度从伍兹湖西北角向西延至落基山脉。此条约签订以后，英国放棄了北纬49度以南红河谷地区的领土权（該一帶原是鲁珀特地的一部分），而美国也同时放弃了路易西安纳购地时取得的密苏里河流域位于49度线以北部分土地的所有权；该地区今属加拿大亞伯達省，密苏里河最西北端支流米尔克河（Milk River）流经此地。
双方的边界纷争导致了阿鲁斯图克战争。战后于1842年，双方签订了《韦伯斯特－阿什伯顿条约》，更明确地划分了缅因州与英属新不伦瑞克和加拿大省之间的陆上边界，以及安大略省与明尼苏达州之间苏必利尔湖和西北角的水上边界。
1844年美国总统詹姆斯·诺克斯·波尔克任内发生的俄勒冈边界争端引发了美国方面要求将位于落基山脉以西的美国领土北部边界定于北纬54度40分的呼声（即与当时俄罗斯的阿拉斯加地区接壤），然而英国方面却主张边界应沿着哥伦比亚河一直延伸到太平洋。1846年签订的《俄勒冈条约》解决了这一边界争端，双方商定将北纬49度的边界延伸穿过落基山。1857年至1861年間進行的西北边界勘测（Northwest Boundary Survey）勘定了双方的陆地边界，然而这次勘测并未同时划定水上边界。在1859年爆发的豬戰之后，1872年的边界仲裁才最终解决了乔治亚海峡群岛和聖胡安群島之间的边界问题。1903年，为解决阿拉斯加邊界问题而设立的英-加-美三方联合仲裁委員會确定了大致沿西经141度线定下加拿大和阿拉斯加州的边界。

## 国际边界委员会

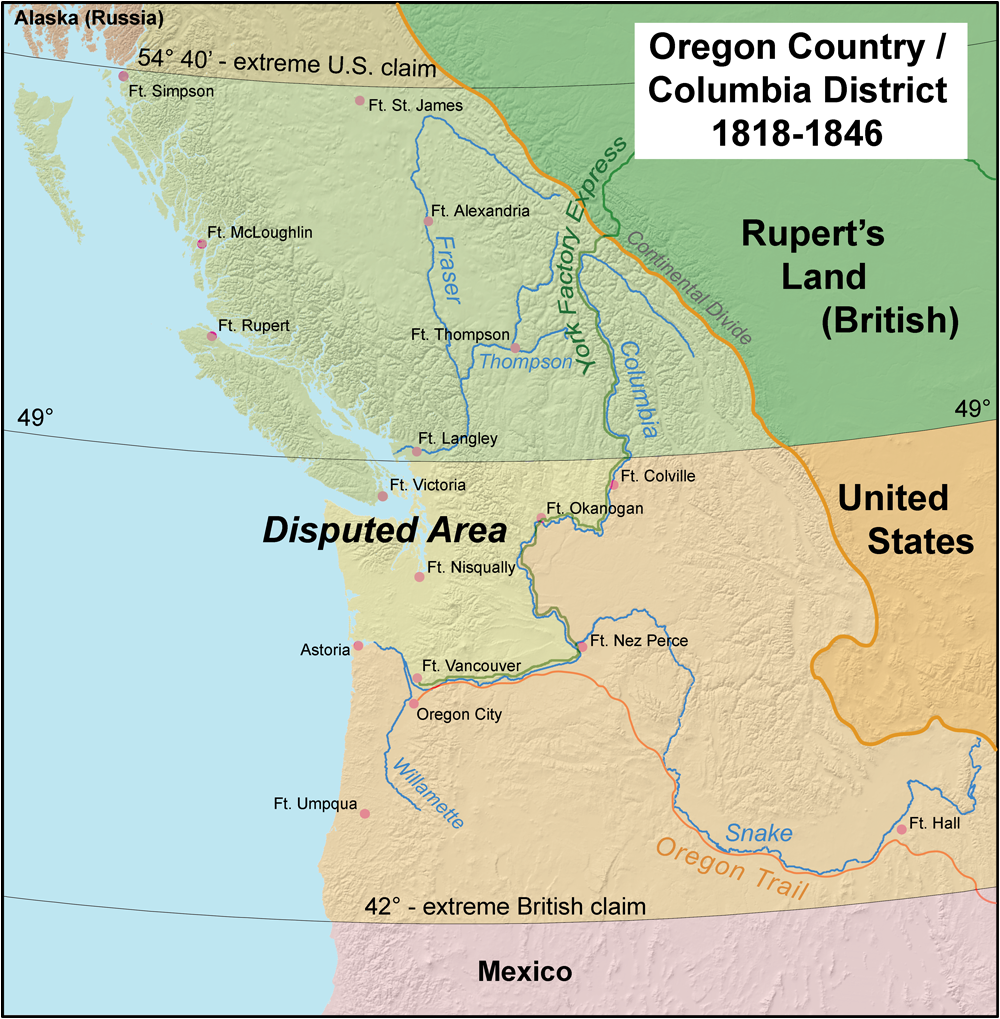
俄勒冈/哥伦比亚河地区

1925年，国际边界委员会被指定为专门负责测绘勘定边界、维护界碑及边界浮标以及清除边界两侧共6米（约20英尺）宽范围内所有灌木杂草等植被等工作的永久常设机构。这种人工移除植被造就的“边界景观”向双方境内各延伸3米（约10英尺）。该委员会的年度预算约为140万美元。
该委员会由两名专员领导，美加双方各一位。2007年7月，布希政府由于与委员会在靠近边界的私人修建问题上的意见冲突，要求罢免美方专员丹尼斯·硕纳克（Dennis Shornack）。硕纳克拒绝了，理由是该委员会是独立的国际机构，美国政府无管辖权。并且，根据1908年创设它的条约，只有专员的“死亡、辞职或其他残疾”方能使专员位置空出。加拿大政府声明在此事件中持中立态度，但7月13日加拿大方专员彼得·沙利文（Peter Sullivan）说他愿意与布希总统指派的美方临时专员——一位在科罗拉多工作的内政部律师——大卫·伯恩哈特（David Bernhardt）共事。

## 边界安全

### 法律管制方式

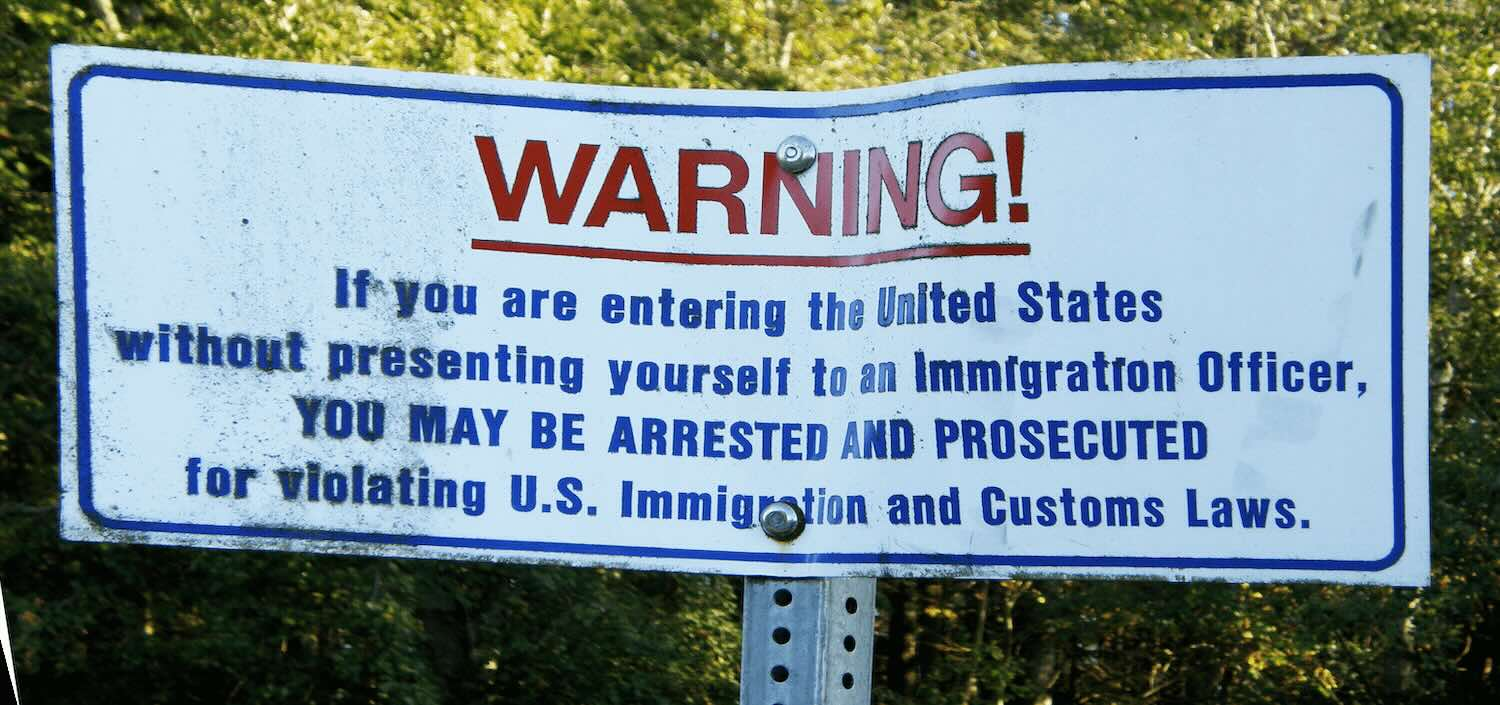
位於華盛頓州羅伯玆角的反非法入境告示牌

美加边界常被认为是世界上最长的不设防边界，但这仅仅是在军事意义上，法律的管制还是存在的，雖然管控也十分輕微。但美加边界的警力低戒备、不設物理阻攔物与美墨边境（只有美加边界的1/3长度）形成了鲜明对比。在美墨边界，美国海关和移民部门的工作人员緊盯著邊界哨站，搭乘各種交通工具或走或飛，甚至配合無人機與固定式紅外相機等科技日夜频繁巡逻邊界線以防止非法移民和毒品走私活动，並有築起車輛也難以穿越的鐵絲網柵欄與水泥牆，高度可達3~5米以上，沿海也部署了各式巡邏船以防偷渡，甚至地底也要探測以防不法人士挖掘地道溜進美國，而兩條邊界上國家的都市景觀的差異也如同的巨大。反觀美加边界僅有圍欄或標示，甚至可以隨意走動，一部分穿过起伏的山区或是茂密的森林，不过更多的部分则是穿过边远的北美大草原耕地、五大湖和圣劳伦斯河，还有一小部分由大西洋、太平洋和北冰洋的水上边界组成。美加边界还贯穿了阿克维萨斯涅民族的土地，而在佛蒙特州和魁北克省交界的一些社区裡，一些修建于划界前的老建筑甚至坐落在邊界之上。
美加边界的保安的实际人数仍属机密，但密度很少。相比之下，仅在美墨边界的美國邊界巡衛隊人數就達11,000人之多，這還需要其他部門支援。
九一一恐怖袭击事件之后，不论是在人口密集的地区还是人烟稀少的乡地，两国都显著加强了对边界的安全控制。两国积极开展了广泛、细致的战术及战略情报共享活动。此前曾认为有19名参与九一一恐怖袭击的恐怖分子经由加拿大进入美国，而事实上这是一个误解。

### 保安措施
对于那些两国在国界旁拥有地产的居民，若在他们的土地上有任何穿越国界的设施修建，必须向他们各自的政府报告。具体由国际边界委员会负责执行。如有需要，会使用围栏或路障。穿过边界者均需向各自国海关和移民部门报告。在无法给口岸配置工作人员的偏远地区，公路、口岸附近的森林地区、很多小路和铁路都隐蔽安装了传感器，但双方都没有足够的人手去核实和阻止传感器报告的侵入。

## 走私活动
在过去，加方官员抱怨从美方来的麻醉药品、香烟和枪支，但美方官员也抱怨加拿大向美国走私麻醉药品。尽管相对美墨边界而言规模很小，非法移民对于两国边检和执法部门一直以来就是个头疼的问题。
2005年7月，执法人员逮捕了三名在不列颠哥伦比亚省和华盛顿州间挖掘了长达360英尺（约110米）用于走私大麻隧道的男子，以往都只存在於墨西哥附近，这是美加边界首次发现这种隧道。
安大略省康沃尔市是加拿大最惡名昭著的走私地区中心。它的地理位置以及便捷的交通，使其成为了跨国走私烟草、麻醉药品、枪支和非法移民的枢纽。邻近的阿克维萨斯涅地区（跨越加拿大安大略省，魁北克省及纽约州边界）享有一定的“第一民族”自主权，这给安大略省省警和皇家加拿大骑警接近走私活动的源头造成了很多不便。甚至皇家加拿大骑警西北和中部地区的海关及税收人员都来到康沃尔调查走私现象。当地自由职业者和国际犯罪组织勾结，走私行业十分猖獗。警方追捕走私者的行动已经造成数起平民伤亡。此外政府还损失了数亿美元的税收。在执法行动上已经投入了数百万美元，但对走私的打击成效不彰。

## 西半球旅行计划
美国国土安全部推行对美国公民和的国际旅客进入美国的身份鉴定要求。最后的规章和西半球旅行计划的第一阶段确立了乘飞机进入美国所需的四种形式的身份认证——有效护照、外国人登记卡（永居卡/绿卡）、NEXUS卡或附有旅行令的美军身份证。。
至2009年6月，所有通过陆路和海路口岸（包括乘渡轮）的入境者到达须出示有效护照、增强型驾驶执照或国土安全部核准的身份认证表（I-94）。

## 边界长度
|      |              |                        |      |                  |                        |  |
| 排名 | 州           | 与加拿大的边界长度     | 排名 | 省/地区          | 与美国的边界长度       |  |
| 1    | 阿拉斯加州   | 2,475公里（1,538英里） | 1    | 安大略省         | 2,760公里（1,715英里） |  |
| 2    | 密歇根州     | 1,160公里（721英里）   | 2    | 不列顛哥伦比亚省 | 2,168公里（1,347英里） |  |
| 3    | 缅因州       | 983公里（611英里）     | 3    | 育空省           | 1,210公里（752英里）   |  |
| 4    | 明尼苏达州   | 880公里（547英里）     | 4    | 魁北克省         | 813公里（505英里）     |  |
| 5    | 蒙大拿州     | 877公里（545英里）     | 5    | 薩克其萬省       | 632公里（393英里）     |  |
| 6    | 纽约州       | 716公里（445英里）     | 6    | 新不伦瑞克省     | 513公里（318英里）     |  |
| 7    | 华盛顿州     | 687公里（427英里）     | 7    | 曼尼托巴省       | 497公里（309英里）     |  |
| 8    | 北达科他州   | 499公里（310英里）     | 8    | 亞伯達省         | 298公里（185英里）     |  |
| 9    | 俄亥俄州     | 235公里（146英里）     |      |                  |                        |  |
| 10   | 佛蒙特州     | 145公里（90英里）      |      |                  |                        |  |
| 11   | 新罕布夏州   | 93公里（58英里）       |      |                  |                        |  |
| 12   | 爱达荷州     | 72公里（45英里）       |      |                  |                        |  |
| 13   | 宾夕凡尼亚州 | 68公里（42英里）       |      |                  |                        |  |

## 著名跨国桥梁/隧道

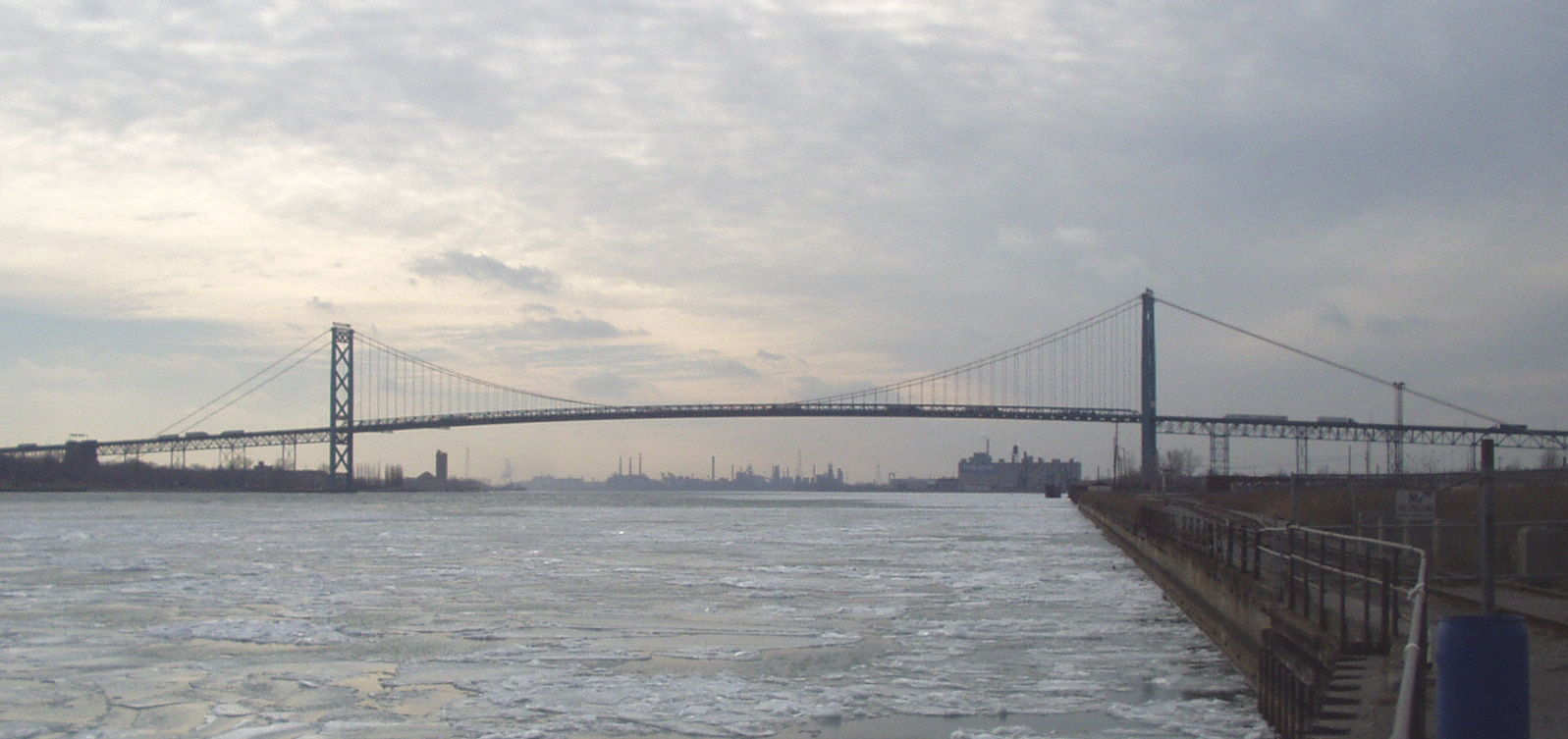
連接密西根州底特律和安大略省溫莎市的大使大橋是美加邊界上最繁忙的口岸

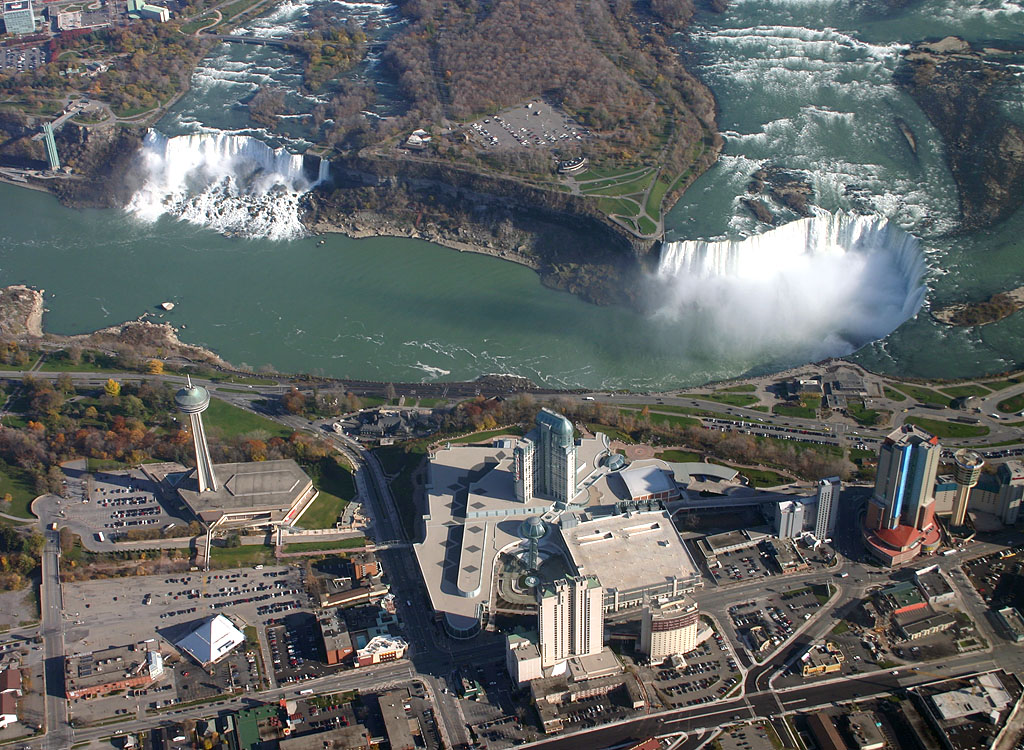
尼加拉瀑布一景：美國瀑布（左）位於紐約州，而馬蹄瀑布（右）則大致位於安大略省

- 弗朗西斯堡-国际瀑布城国际大桥 - 安大略省弗朗西斯堡和明尼苏达州国际瀑布城
- 博德特-雷尼河国际大桥（英语：Baudette-Rainy River International Bridge） - 明尼苏达州包地特和安大略省雷尼河
- 苏圣玛丽国际大桥 - 密歇根州苏圣玛丽和安大略省苏圣玛丽
- 蓝水桥 - 密歇根州休伦港和安大略省萨尼亚市
- 圣克莱尔隧道（英语：St. Clair Tunnel）
- 底特律-溫莎隧道 - 安大略省溫莎市和密歇根州底特律
- 密歇根中央铁路隧道（英语：Michigan Central Railway Tunnel） - 安大略省溫莎市和密歇根州底特律
- 大使桥 - 安大略省溫莎市和密歇根州底特律
- 和平桥 - 安大略省伊利堡和纽约州布法罗市
- 旋涡急流大桥 - 安大略省尼亚加拉瀑布城和纽约州尼亚加拉瀑布城
- 彩虹桥 - 安大略省尼亚加拉瀑布城和纽约州尼亚加拉瀑布城
- 劉易斯頓-昆士頓橋 - 安大略省昆士顿和纽约州刘易斯顿
- 千岛大桥（英语：Thousand Islands Bridge） - 纽约州韦尔斯利岛（Wellesley Island）到安大略省山岛（hill island），穿過聖勞倫斯河連接纽约和安大略。建於1937年，在1959年重修，因為在千島群島中間，所以叫千岛大桥。
- 奥格登斯堡－普雷斯科特国际大桥（英语：Ogdensburg-Prescott International Bridge） - 纽约州奧格登斯堡和安大略省约翰斯敦
- 三民族隧道（英语：Three Nations Crossing） - 安大略省康沃尔和纽约州馬塞納
- 黑泽口岸（英语：Blackpool Border Crossing） - 魁北克省圣贝尔纳德-拉科勒（英语：Saint-Bernard-de-Lacolle, Quebec）和纽约州尚普兰

## 其他边界口岸

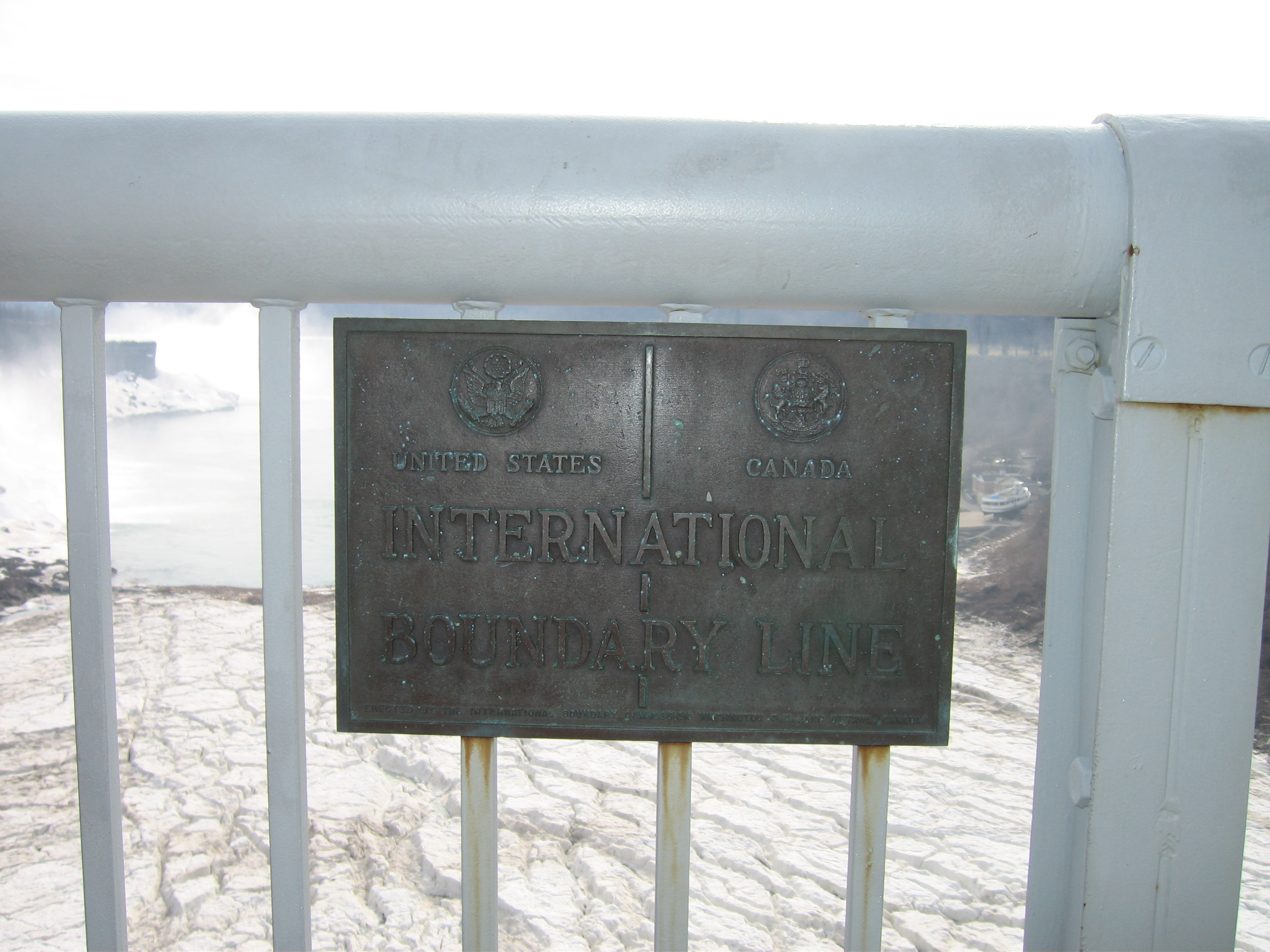
尼亚加拉瀑布彩虹橋上的邊界標示

加拿大有數個城市（包括卡尔加里、埃德蒙顿、哈利法克斯、蒙特利尔、渥太华、多伦多、温哥华和温尼伯）的機場提供前往美國的航綫，而美國當局亦於這些機場开设入境檢查設施，亦即所謂的“预先清关设施”。此舉令来自加拿大的航班在美国机场降落以后无需作为国际航班处理，从而加快了旅行过程。另一方面，由于加拿大航空公司提供的美國航點眾多，但從那些美國航點前往加拿大的航班数量卻少於反方向航班，因此加拿大并不在美国机场开设此类预先清关设施。
类似的過關預檢机制也應用于营运赴美海上货运业务的加拿大主要港口，以及温哥华的太平洋中央車站。所有乘客在該車站登上过境前不停站直达西雅图的美铁瀑布山脈號列車（Amtrak Cascades）前都必须通过美国预先清关设施，并使行李经X光检查。另外兩條來往美加之間的美鐵列車（分別是來往纽约市和蒙特利尔之间的阿迪朗达克號列車，以及來往纽约市和多伦多之间的楓葉號列車）由於在過境前於加拿大境内設有中途車站，因此並不設過關預檢，旅客必须在邊界上通关。
海上交通方面，有數家渡轮公司提供從紐賓士域省或新斯科舍省前往缅因州的航線，以及從卑詩省前往华盛顿州或阿拉斯加州的航線。经五大湖往来于安大略省和密歇根州、纽约州和俄亥俄州的渡轮服务也有很多。

### 跨境机场
美加边界上有数个机场本身就横跨边界，分别是位于马尼托巴省和明尼苏达州的派尼派恩克里克边界机场、位于萨克其萬省和蒙大拿州的Coronach/Scobey Border Station Airport、亞伯達省和蒙大拿州的Coutts/Ross International Airport、以及华盛顿州和不列颠哥伦比亚的Avey Field State Airport。这些机场都毗邻过境口岸。Piney Pinecreek和Avey Field机场的跑道大体呈南北走向穿过边界，而Coutts/Ross和Coronach/Scobey机场的跑道则呈东西向与边界平行。

### 跨境建筑及道路

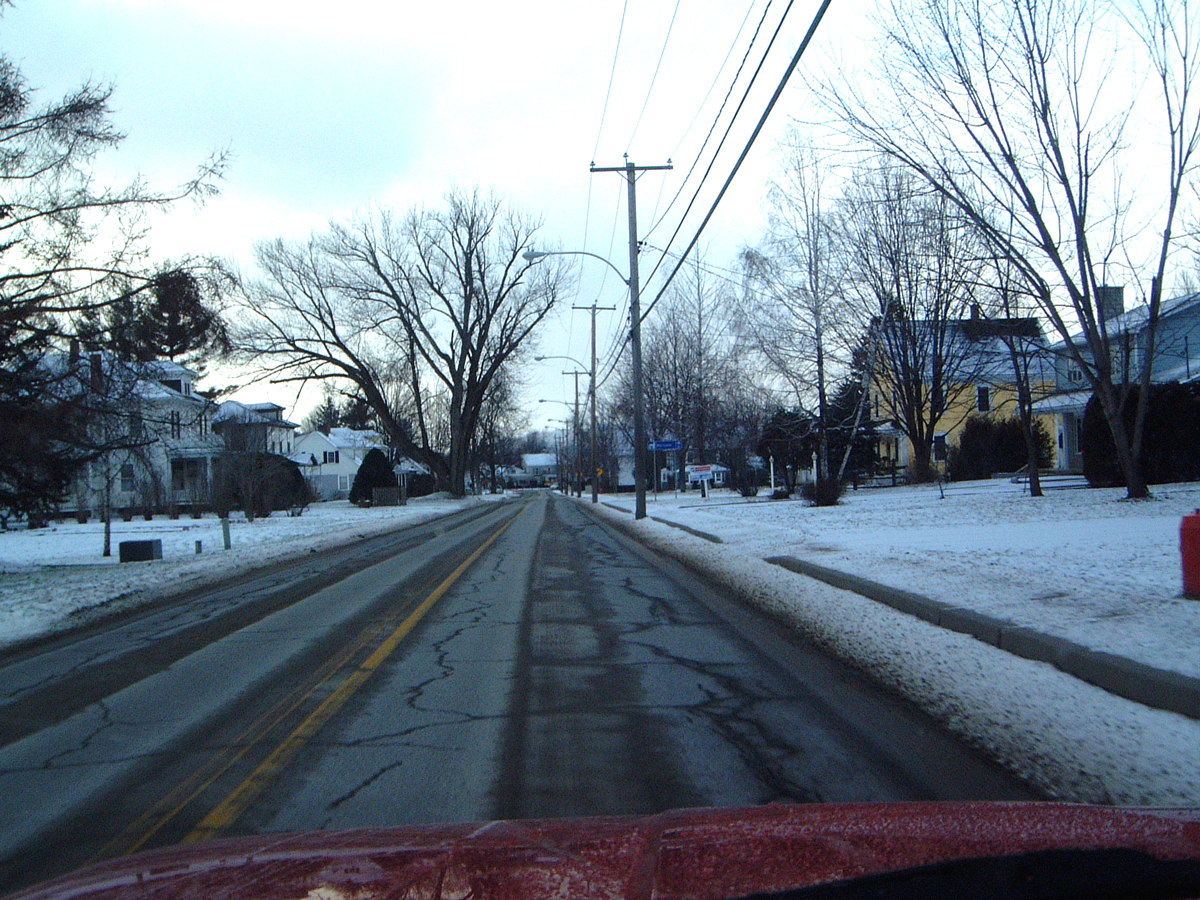
卡努萨街介于美国佛蒙特州（左侧）与加拿大魁北克省（右侧），虽然允许两国车辆通行路过，但若穿越马路是违法行为

- 赫斯克爾图书馆和歌剧院（英语：Haskell Free Library and Opera House）横跨加美邊境，一半在佛蒙特州德比，另一半则位于魁北克省Stanstead（英语：Stanstead, Quebec）。
- 缅因州Estcourt Station和魁北克省Pohéméganook之间有數座私人房屋坐落在邊界之上。
- 一座稱為中途之家（The Halfway House）或Taillon's International Hotel的小酒馆坐落在魁北克省邓迪和紐約州卡溫頓堡的边界。[13]它建于1820年，早于边界的划定。[14]
- 卡努萨街（英语：Canusa Street）为位于美国佛蒙特州与加拿大魁北克省之间的一段公路，为魁北克省247号公路（英语：Quebec Route 247）的一部分，得名于加拿大的can-与美国的-usa相结合。

## 未解决的边界争端
- 馬柴厄斯海豹島和北岩礁（英语：North Rock）（缅因州/新不伦瑞克省）
- 迪克森海峽（阿拉斯加州/不列颠哥伦比亚省）
- 波弗特海（阿拉斯加州/育空省）
- 胡安·德·富卡海峡（华盛顿州/不列颠哥伦比亚省）